# هنري بيرك
هنري بيرك هو سياسي أمريكي، ولد في 26 سبتمبر 1850 في كنيتلينغن في ألمانيا، وتوفي في 5 ديسمبر 1903. نشط حزبياً في الحزب الجمهوري. وقد انتخب عضو مجلس النواب الأمريكي ‏.